# Handicap à vendre
Handicap à vendre est un livre d'enquête du journaliste Thibault Petit, sorti en librairie en mars 2022, qui dénonce le système et les conditions de travail dans les ESAT, des établissements de travail pour personnes handicapées, en France,.

## Contenu
Les témoignages relevés auprès d'usagers pendant les six ans d'enquête de Thibault Petit font apparaître dans les établissements concernés un mal-être, une infantilisation et des humiliations régulières, en raison notamment des objectifs managériaux de rentabilité et de productivité imposés aux « usagers » – dénués du statut d'employés et de ses bénéfices – inscrits dans le contexte d'un « business du handicap »,. Il souligne ainsi que les ESAT se sont éloignée de leur mission d'action sociale d'origine, pour fonctionner comme des entreprises classiques, avec des objectifs de productivité.
La postface présente le livre en ces termes :« Un handicapé [...] ça s’exprime mal ou trop lentement. On trouve quelqu’un pour parler à sa place [...] qui chante l’inclusion [...] en disant qu’un handicapé, ce n’est pas tout à fait ce qu’on croit, c’est capable de bosser aussi durement que vous et moi. »
L'exploitation d'ouvriers handicapés est présentée comme de l'action sociale par des responsables d'ESAT interrogés par le journaliste. Thibault Petit relève par exemple dans des ESAT qu'il a visités une « asymétrie des positions [...] inscrite dans l’organisation même de l’espace à travers le délabrement ou la température glaciale des salles de repos et des ateliers réservés aux « usagers », ou bien [qui] se matérialise par l’inégal coût du café, ces derniers le payant plus cher que le personnel du secteur médico-social ».
L'ESAT des Gardons à Salindres, dans les Cévennes, fait partie des établissements critiqués par cette enquête.

## Réactions
Cet ouvrage suscite des réactions indignées de la part de dirigeants d'ESAT qui « dénoncent une vision partiale et éloignée de la réalité de l’ensemble du secteur ». et une généralisation « abusive » à partir d'un faible échantillon d'ESAT. Selon Jacques Serpette, directeur général de l’Adapei de l’Eure, l'enquête journalistique de Thibault Petit est construite sur « un recueil de quelques témoignages de travailleurs qui ont rencontré des difficultés parfois graves et inacceptables avec leur ESAT et des propos d’une petite poignée de directeurs qui n’ont manifestement pas compris la mission d’un ESAT ».
D'après Mediapart, en mai 2023, un an après la parution du livre, de plus en plus de travailleurs d'ESAT remettent ce système en cause, mais le gouvernement français n'a pas réagi à cette publication ni à ces revendications.
En janvier 2024 une loi pour le plein emploi entre en application qui donne de nouveaux droits au personnes en situation de handicap d'ESAT : droit de grève, adhésion à un syndicat, remboursement des frais de transports, titres-restaurant, couverture complémentaire santé collective… Selon les propres termes de Thibault Petit, il s'agit d'une « petite victoire pour les travailleurs handicapés » car « ces droits sont réclamés depuis longtemps ».